# أ. جاي كورادو
أ. جاي كورادو (بالإنجليزية: A. J. Corrado)‏ هو لاعب كرة قدم أمريكي في مركز الوسط، ولد في 8 يناير 1992 في زيونسفيل في الولايات المتحدة. لعب مع إندي إليفن.

## وصلات خارجية
- أ. جاي كورادو على موقع الدوري الأمريكي (الإنجليزية)